# Vitaz (ziekenhuis)
Vitaz is een Belgisch ziekenhuis dat is ontstaan na de fusie van bestaande ziekenhuizen in het Waasland. Op 1 januari 2007 fuseerde het privéziekenhuis AZ Maria Middelares met het openbaar ziekenhuis AZ Waasland. De maatschappelijke zetel is gevestigd in de Moerlandstraat in Sint-Niklaas. Sinds 1 januari 2022 is er een fusie tussen AZ Nikolaas en AZ Lokeren. Hierdoor komt Lokeren ook in de groep. Sindsdien heeft men een nieuwe naam: Vitaz. Vitaz komt door het volgende: Vita van leven en AZ van Algemeen Ziekenhuis.

## Campussen
Het AZ Maria Middelares was eerder reeds een fusie van de katholieke ziekenhuizen Sint-Helena (Sint-Gillis-Waas), Sint-Anna (Beveren), Maria Middelares (Sint-Niklaas) en het openbaar ziekenhuis De Pelikaan (Temse). Het AZ Waasland was eerder een samenvoeging van de Stadskliniek (Sint-Niklaas) en het Fabiolaziekenhuis (Hamme).
AZ Nikolaas had sinds de fusie vijf campussen in het Waasland verdeeld zijn: Sint-Niklaas, Temse, Hamme, Beveren en Sint-Gillis-Waas. Ongeveer 2.300 medewerkers en 200 artsen stonden in voor de verzorging. In 2013 startte men met de bouw van een nieuw ziekenhuis in Beveren. In 2022 kwam de campus in Lokeren erbij, wat het totaal op zes bracht.